# Hibou de Jamaïque
Asio grammicus
Espèce
Synonymes
- Ephialtes grammicus Gosse, 1847
(protonyme)
- Pseudoscops grammicus

Statut de conservation UICN

 LC  : Préoccupation mineure
Statut CITES
Le Hibou de Jamaïque (Asio grammicus, anciennement Pseudoscops grammicus) est une espèce d'oiseaux de la famille des Strigidae.

## Répartition
Cette espèce est endémique de Jamaïque.